# Yūichi Shibakoya
Yūichi Shibakoya (japanisch 柴小屋 雄一 Shibakoya Yūichi; * 16. Juni 1983 in der Präfektur Miyagi) ist ein ehemaliger japanischer Fußballspieler.

## Karriere
Shibakoya erlernte das Fußballspielen in der Schulmannschaft der Narashino High School. Seinen ersten Vertrag unterschrieb er 2002 bei den Ōita Trinita. Der Verein spielte in der zweithöchsten Liga des Landes, der J2 League. 2002 wurde er mit dem Verein Meister der J2 League und stieg in die J1 League auf. 2004 wurde er an den Zweitligisten Mito HollyHock ausgeliehen. Für den Verein absolvierte er 39 Ligaspiele. 2005 kehrte er zu Ōita Trinita zurück. Für den Verein absolvierte er 21 Erstligaspiele. Im April 2007 wurde er an den Zweitligisten Sagan Tosu ausgeliehen. Für den Verein absolvierte er 56 Ligaspiele. 2009 wurde er an den Zweitligisten Ehime FC ausgeliehen. Für den Verein absolvierte er 31 Ligaspiele. 2010 kehrte er zum Zweitligisten Ōita Trinita zurück. Danach spielte er bei den Pelita Jaya und Persiwa Wamena. Ende 2012 beendete er seine Karriere als Fußballspieler.